# NGC 6862
NGC 6862 este o galaxie situată în constelația Telescopul. A fost descoperită în 9 iulie 1834 de către John Herschel. Se află la o distanță de 59,7 de megaparseci de Pământ.